# Canal+ 2
Canal+ 2 était une chaîne de télévision généraliste espagnole appartenant au groupe Prisa.

## Histoire de la chaîne

### Identité visuelle (logo)

Logo de Canal+ Rojo de 1997 à 2003
Logo de Canal+ 2 de 2003 à 2005
Logo de Canal+ 2 de 2005 à 2007
Logo de Canal+ Dos de 2010 au 16 octobre 2011
Logo de Canal+ 2 du 17 octobre 2011 au 8 juillet 2015

## Programmation
La programmation de Canal+ Dos est principalement constituée des programmes de Canal+ et de Canal+ Xtra mais elle contient aussi quelques programmes qui lui sont propres.